# Paragonia (Geometridae)
Paragonia là một chi bướm trong họ Geometridae.

## Các loài
- Paragonia arbocala
- Paragonia comiciata
- Paragonia cruraria
- Paragonia densicornis
- Paragonia inornata
- Paragonia lanuginosa
- Paragonia nummularia
- Paragonia oedipodaria
- Paragonia pardipennaria
- Paragonia planimargo
- Paragonia procidaria
- Paragonia pubicornis